# Kościół Chrystusa w Windhuku
Kościół Chrystusa w Windhuku (niem. Christuskirche in Windhuk) – kościół ewangelicko-augsburski znajdujący się w Windhuku, zaprojektowany w stylu neoromańskim przez Gottlieba Redeckera, poświęcony w 1910, jeden z głównych symboli miasta.
Należy do niemieckojęzycznego Kościoła Ewangelicko-Luterańskiego w Namibii.

## Galeria

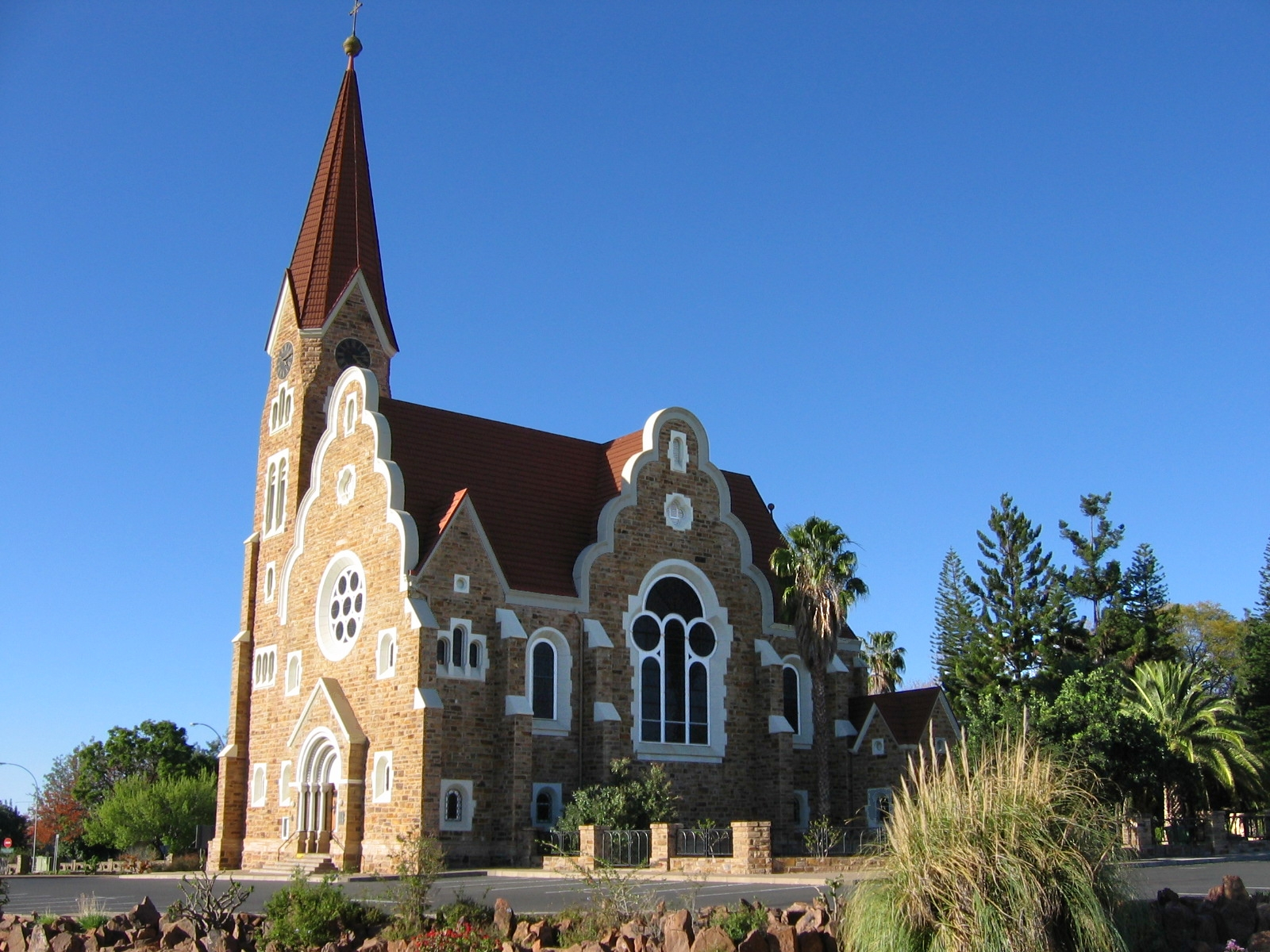
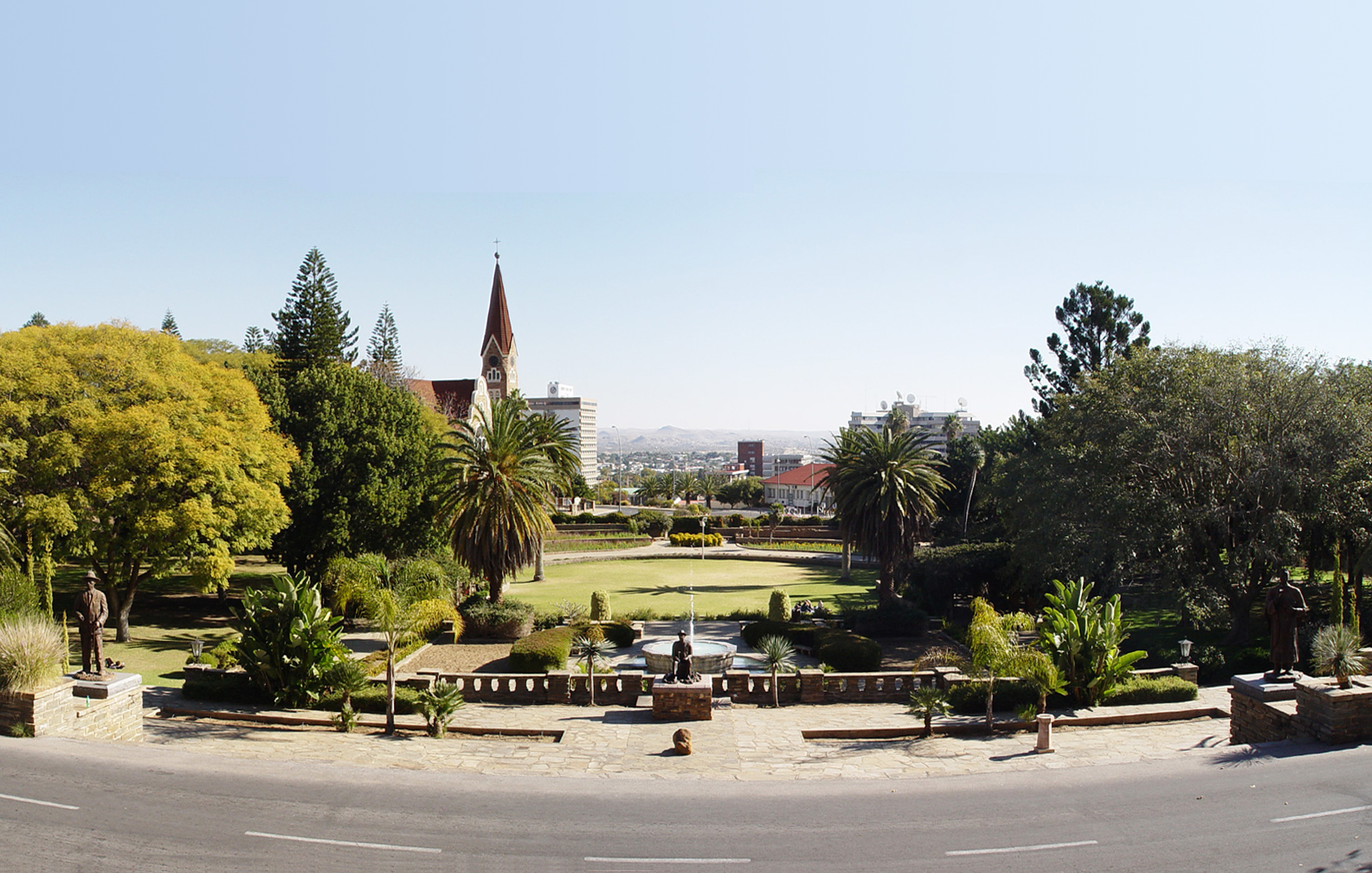
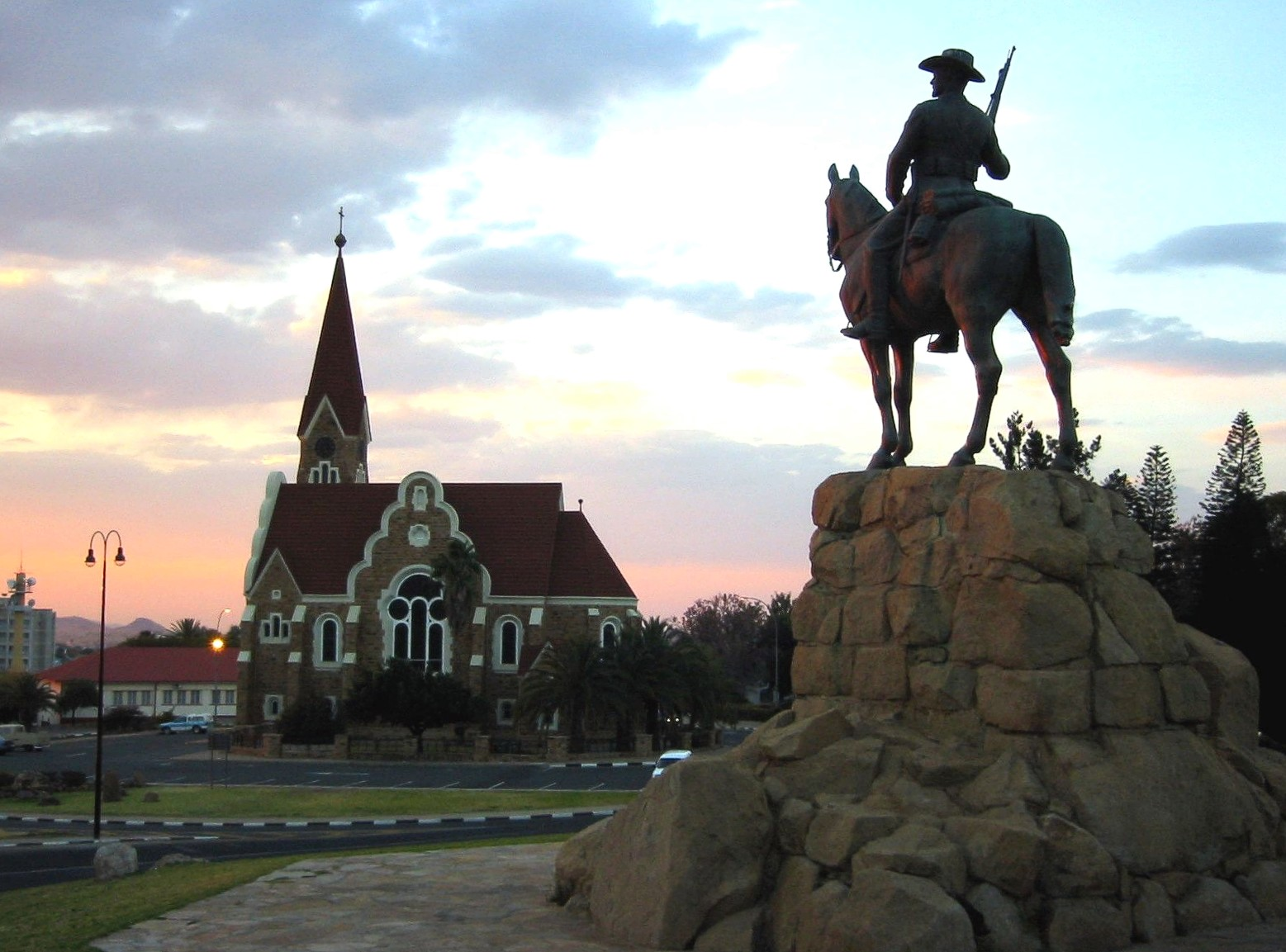
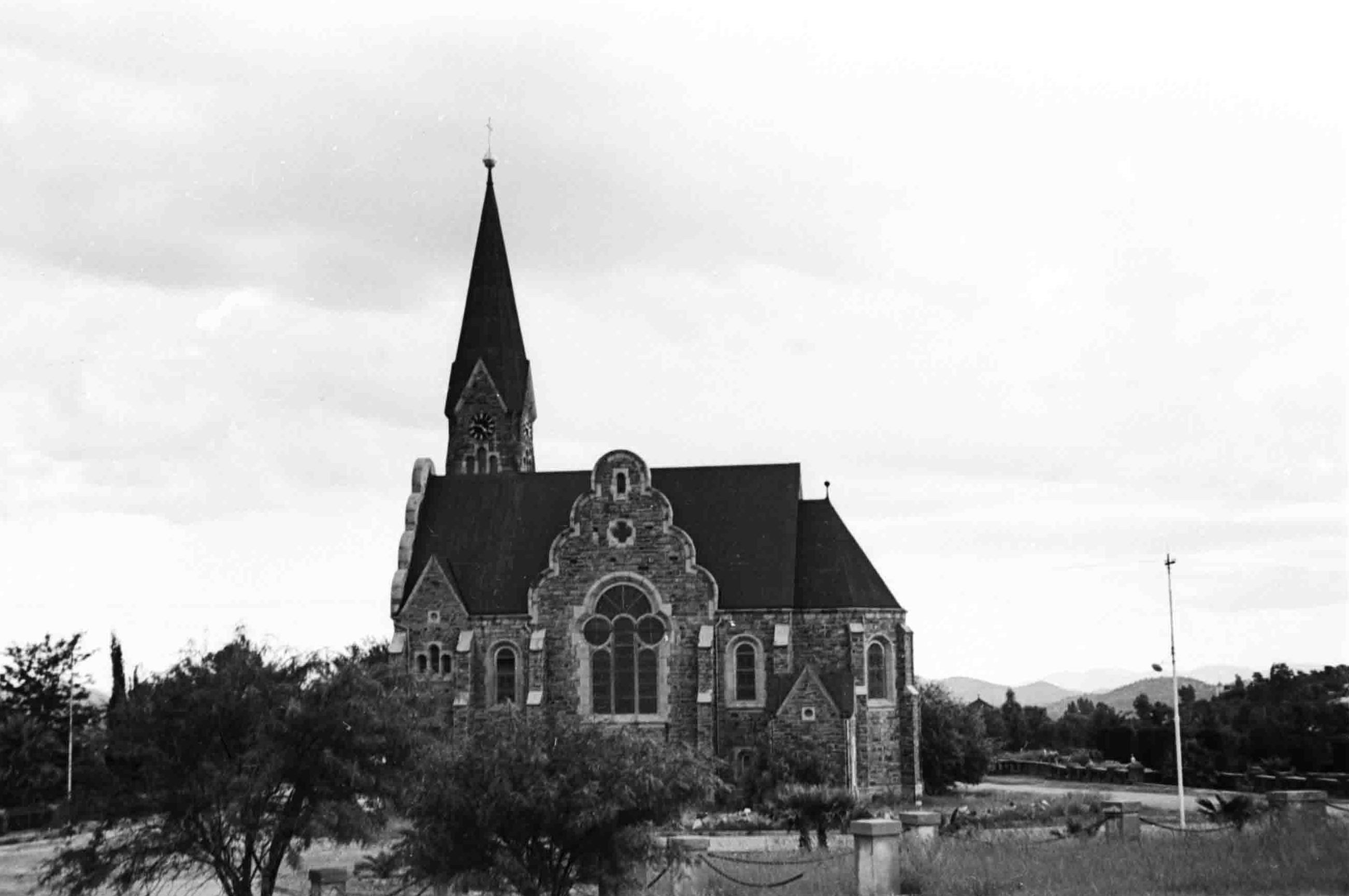